# امیلی آندئول
امیلی آندئول (به فرانسوی: Émilie Andéol) (زاده ۳۰ اکتبر ۱۹۸۷ بوردو فرانسه)، ورزشکار زن جودوکار اهل کشور فرانسه است، او موفق شد در المپیک تابستانی ۲۰۱۶، مدال طلای وزن ۷۸+ کیلوگرم زنان را به دست بیاورد.